# École Stroganoff
L'École Stroganoff (en russe : Строгановская школа) est le nom conventionnel donné à la dernière grande école russe de peintres d'icônes, qui a prospéré sous le patronage de la famille Stroganoff, des richissimes marchands de la fin du XVIe  au  XVIIe siècle, propriétaires de vastes domaines autour de Solvytchegodsk au nord de la Russie.
Un de ses représentants les plus connus est Procope Tchirine, peintre de la fin du XVIe - début du   XVIIe siècle. Sila Savine est un autre peintre connu de ce courant.

## Histoire
Cette école participe à l'introduction d'éléments qui vont être fatals au grand art de l'icône : abondance de détails, effets décoratifs du maniérisme. La sophistication nécessitant une habileté technique va prendre la place du contenu. La conception de la Théologie de l'icône s'estompe devant l'expression esthétique. Les artistes de cette école considèrent la peinture comme un art et non plus seulement comme la conservation de symboles.
Par ailleurs les icônes sont souvent conçues à cette époque pour des oratoires privés. Leurs dimensions s'en ressentent, elles sont miniaturisées. 
Le dessin précieux marque les contours des corps, les plis des vêtements font partie d'une débauche ornementale touchant parfois à la démesure.  

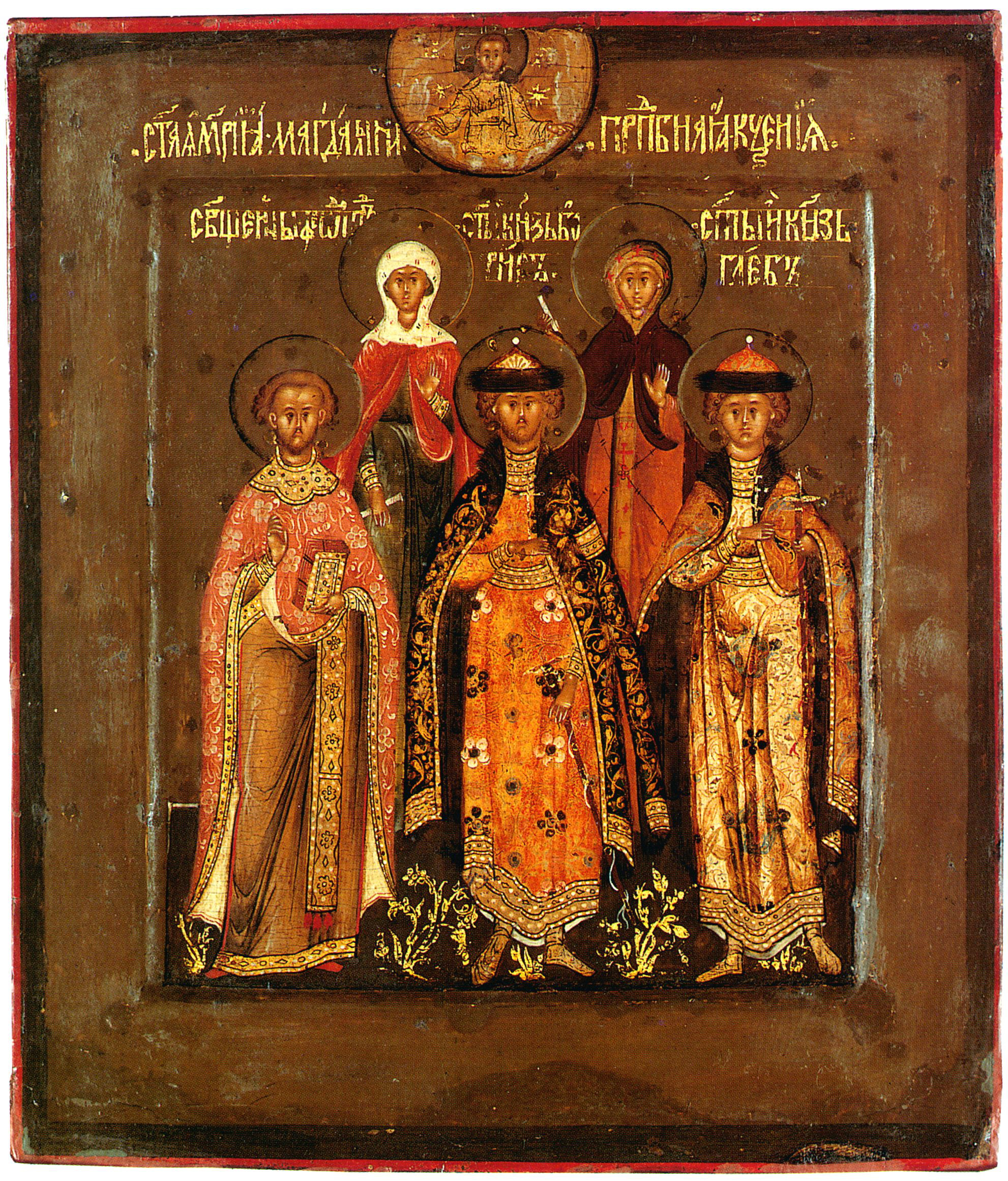
Icône de la famille de Boris Godounov, avec trois saints, Boris et Gleb, ainsi que Théodote d'Ancyre, par Procope Tchirine.
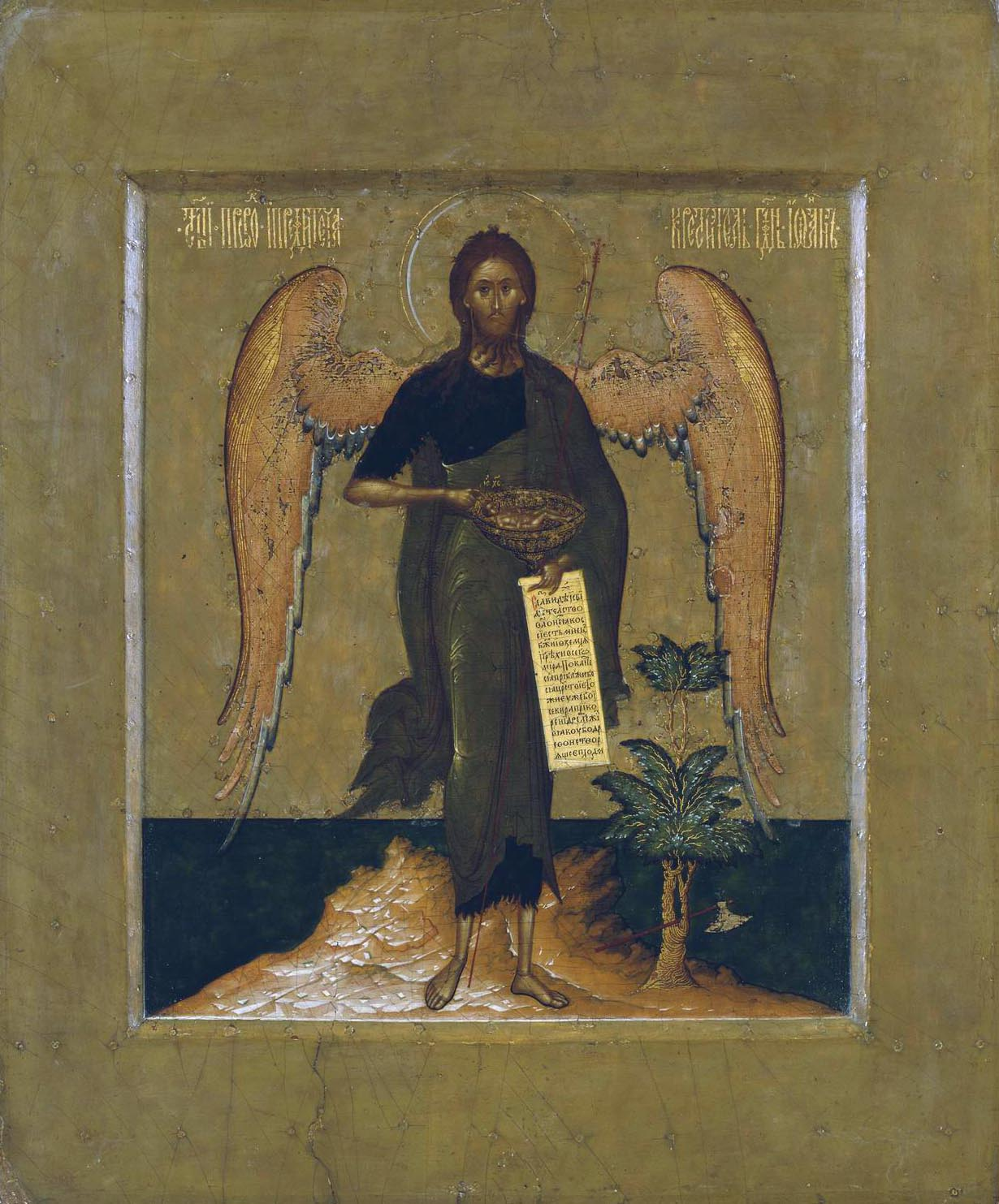
L'ange du désert-St Jean le Baptiste, 1620, Procope Tchirine Galerie Tretiakov, Moscou